# Сан Монтано (Напуљ)
Сан Монтано је насеље у Италији у округу Напуљ, региону Кампанија.
Према процени из 2011. у насељу је живело 39 становника. Насеље се налази на надморској висини од 127 м.